# 东沙角

東沙古漁鎮

东沙角是浙江省岱山县境内的一个大型居民区，长期为东沙镇人民政府的所在地，直到2003年迁往宫门村。东沙角向来是岱山县重要的街市之一，仅次于县城高亭街。

## 发音
东沙角三字的普通话发音为Dongshajiao。本地吴语“东沙角”三字的发音通常为“ton”“so”“koq”，但在此地名时则发生音变，“角”字的元音入声舒化，读为“ton-so-ko”。

## 位置
东沙角位于岱山岛西北部，在泥峙海堤和东沙海塘未修筑前，该处呈半岛形突出在岱衢洋，西边是个大半圆形港湾，沿岸多沙质，又因地处港湾东角，故称东沙角。而在泥峙海堤和东沙海塘修筑以后，原来半岛两边的海湾全部填陆，反而使东沙角由凸出的半岛变成了凹进处。

## 人口
根据1990出版的《岱山县地名志》记录，20世纪80年代中后期，东沙角拥有住民2972户，7370人。此后由于没有大的建设项目，加上人口老化和流出，虽然缺乏精确的统计，但从整个东沙镇人口从1990年第四次人口普查时的10940人，降到2000年第五次人口普查时的7488人来看，现阶段东沙角的人口有可能跌破5千。

## 历史
东沙角是舟山群岛中历史较久的海岛集镇。光绪年间已称东沙角镇。民国24年（1935年）称岱二镇，34年（1945年）称东沙镇、35年（1946年）称岱西镇，均属定海县。1949年属于新设的滃洲县，并与临近的另一个居民区桥头合建为东沙镇，东沙角编为东沙镇一至六保，桥头编为七、八保。1950年解放后改保为村，东沙角为东沙镇一至六村，隶属定海县。1953至1958年间，桥头分出单独设乡，当时的东沙镇辖区仅为东沙角。1953年，从定海县分出新设的岱山县人民政府设在东沙角，直到1955年迁至高亭街。2003年东沙镇与泥峙镇合并后，东沙镇政府驻地也由东沙角迁出，迁往宫门村。

## 行政
1949年时，东沙角设立一至六6个保，隶属于东沙镇。1950年保改为村，仍为6个。1962年6个村分别改为居民委员会。1965年合并为一二、三四、五六3个居民委员会，1981年更名为沙河口、横街、铁畈沙3个居委会。另外镇内的渔民在合作化时期组成东沙、新沙2个渔业队。2005年舟山市重组渔农村社区后，东沙角各居逐步合并东沙社区。

## 旅游
- 东沙菜市场。浙江省级文物保护单位。
- 东沙角已经整体开发为东沙古镇旅游景区，东沙镇为中国历史文化名镇